# Nipah Kuning
Nipah Kuning is een dorp en bestuurlijke eenheid (kampung), op het eiland Sumatra, in het regentschap Mesuji van de provincie Lampung, Indonesië. Nipah Kuning telt 814 inwoners (volkstelling 2010).